# Xyloprista arcellata
Xyloprista arcellata är en skalbaggsart som först beskrevs av Pierre Lesne 1901.  Xyloprista arcellata ingår i släktet Xyloprista och familjen kapuschongbaggar. Inga underarter finns listade i Catalogue of Life.

## Bildgalleri

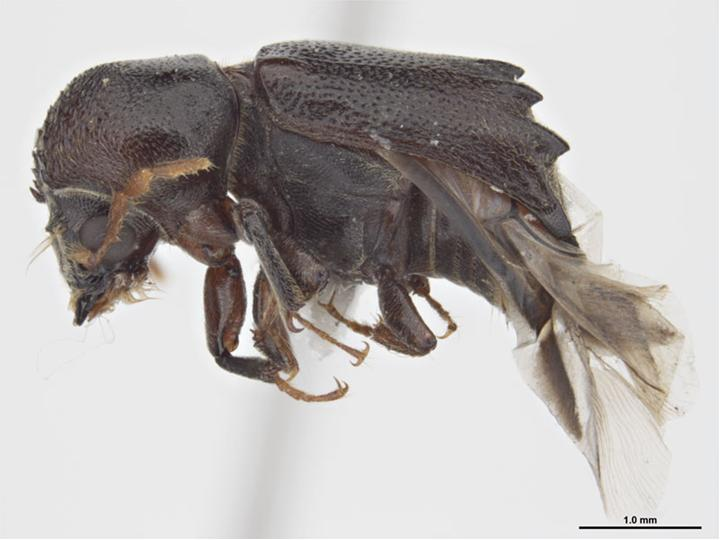